# Gran mesquita de Samarra
La gran mesquita de Samarra o mesquita d'al-Mutawàkkil (àrab: جامع سامراء الكبير, jāmiʿ Sāmarrāʾ al-kabīr o مسجد سامراء الكبير, masjid Sāmarrāʾ al-kabīr o المسجد الجامع في سامراء, al-masjid al-jāmiʿ fī Sāmarrāʾ) és una mesquita del segle ix situada a Samarra, dins la governació de Salah ad-Din, a l'Iraq. Va ser encarregada l'any 848 i acabada el 851 pel califa abbàssida al-Mutawàkkil, que va regnar a Samarra el període 847-861. És Patrimoni de la Humanitat de la UNESCO, classificada com en perill des de l'any 2007.

## Arquitectura i història

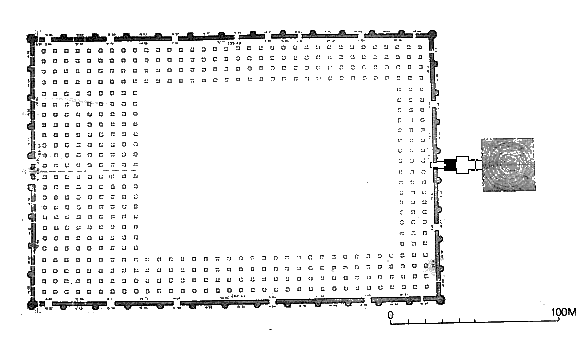
Mapa de la Gran mesquita

La gran mesquita de Samarra va ser durant un temps la mesquita més gran del món; el seu minaret helicoidal en espiral, el Malwiya, és una edificació amb forma de con, amb una rampa espiral, que té 52 metres d'altura i 33 m d'amplada. El califat d'al-Mutawàkkil va tenir un gran efecte en l'aparença de la ciutat, el califa fou un gran amant de l'arquitectura i el responsable de la construcció d'aquesta mesquita. Entre els seus projectes hi figuraren la nova mesquita i fins a vint palaus, d'un cost total d'entre 258 i 294 milions de dírhams. La nova mesquita, amb el seu minaret espiral, construïda entre 849 i 851, formava part de l'extensió de la ciutat cap a l'est, cap a l'antic parc de cacera. La mesquita tenia 17 naus, i les seves parets estaven revestides amb mosaics de vidre de color blau fosc.

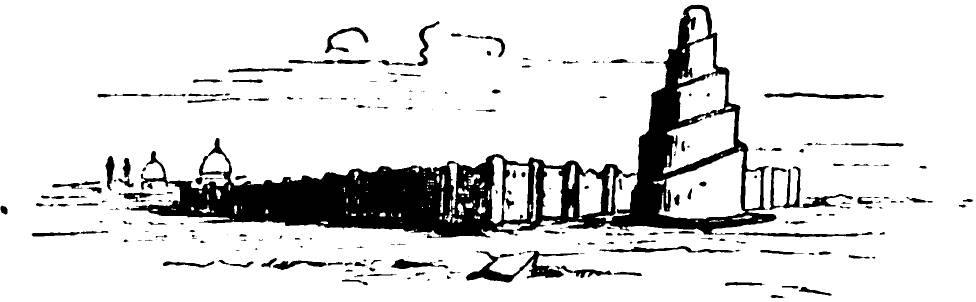
Dibuix, del llibre Vom Kaukasus zum Persischen Meerbusen (1897)

L'art i l'arquitectura de la mesquita van exercí gran influència; les talles d'estuc de la mesquita amb dissenys florals i geomètrics representen la decoració islàmica primerenca. A més, el disseny de la mesquita d'Ibn Tulun del Caire (Egipte) es va inspirar en molts aspectes d'aquesta mesquita de Samarra.
La mesquita va ser destruïda en l'any 1278 després de la invasió d'Hülegü Khan de l'Iraq. Només segueixen en peu el mur exterior i el minaret.

## Minaret Malwiya

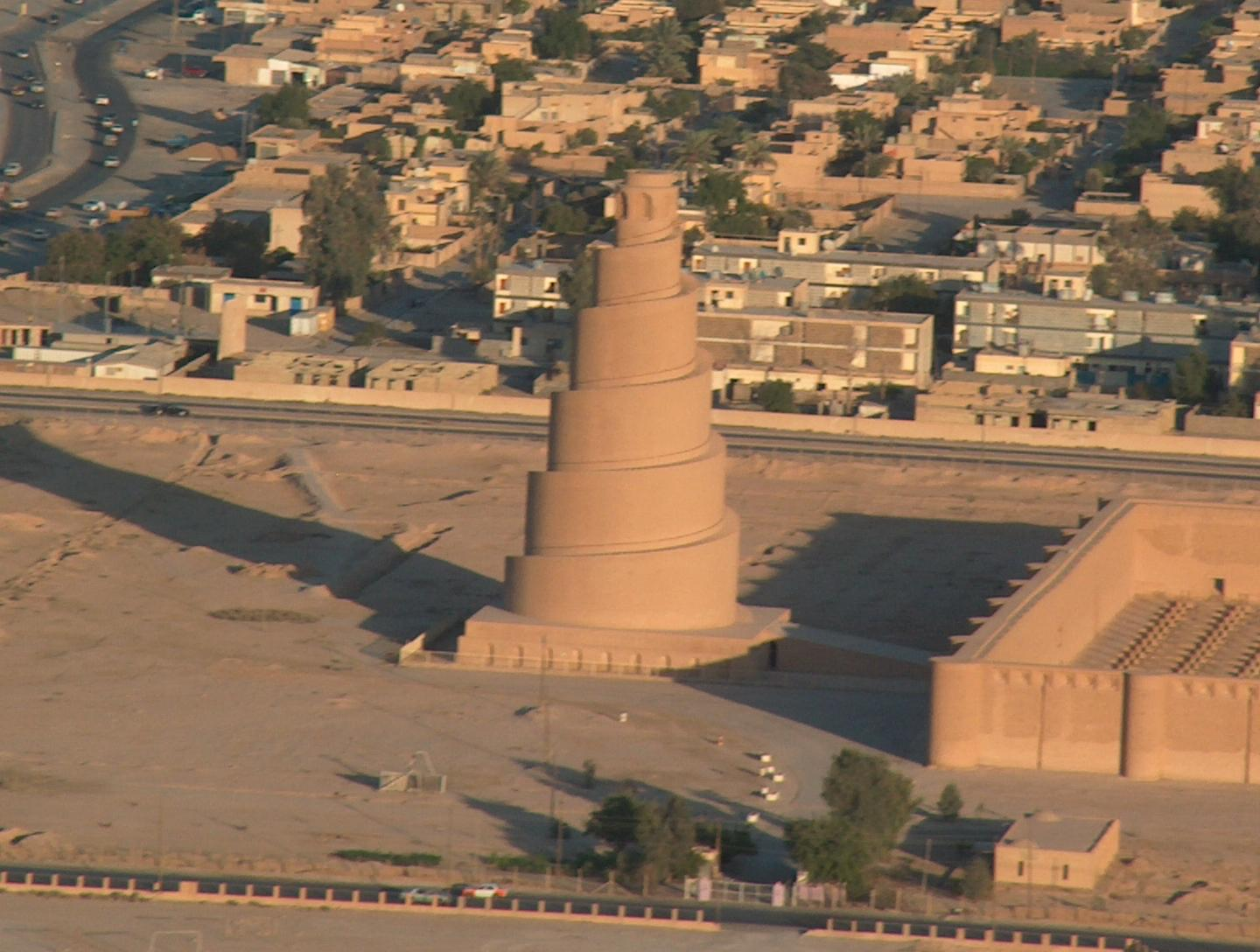
Vista aèria del minaret Malwiya

El minaret Malwiya (en àrab ملوية, malwiyya) és part de la gran mesquita de Samarra, connectat a ella originalment per un pont. Va ser construït entre l'any 848 i el 852, amb arenisca, i és únic entre d'altres minarets pel seu disseny cònic espiral ascendent. El disseny en espiral es creu que deriva de l'arquitectura dels ziggurats mesopotàmics. Té 52 metres d'alçada i 33 metres d'ample a la base, l'espiral té escales que arriben a la part superior. El nom malwiya significa «cargolada» or «caragol».
S'utilitzava per a la «crida a l'oració»; la seva alçada fa que sigui ideal per aquesta tasca. És visible des d'una distància considerable en l'àrea de tot el voltant de Samarra i, per tant, podria haver estat dissenyat com una impactant declaració visual de la presència de l'Islam a la vall del Tigris.
L'abril de 2005, la part més alta del minaret Malwiya va ser danyada per una bomba. Suposadament, els insurgents van atacar la torre perquè les tropes nord-americanes l'estaven fent servir com a lloc de guaita, encara que aquestes tropes s'havien retirat un mes abans. Segons Tony Blair en el seu testimoni d'investigació de gener de 2011, els insurgents havien atacat la mesquita per incitar la violència entre sunnites i xiïtes i desestabilitzar el país. L'explosió va fer perdre maons del cim del minaret i part de la rampa espiral.